# Metonomastus albus
Metonomastus albus är en mångfotingart som först beskrevs av Karl Wilhelm Verhoeff 1901.  Metonomastus albus ingår i släktet Metonomastus och familjen orangeridubbelfotingar. Inga underarter finns listade i Catalogue of Life.